# La Rochette (Ardèche)
La Rochette ist eine französische Gemeinde im Département Ardèche in der Region Auvergne-Rhône-Alpes. Sie gehört zum Kanton Haut-Eyrieux und zum Arrondissement Largentière. Nachbargemeinden sind Chaudeyrolles im Nordwesten, Saint-Clément im Norden, Chanéac im Osten, Borée im Süden und Les Estables im Westen.

## Bevölkerungsentwicklung

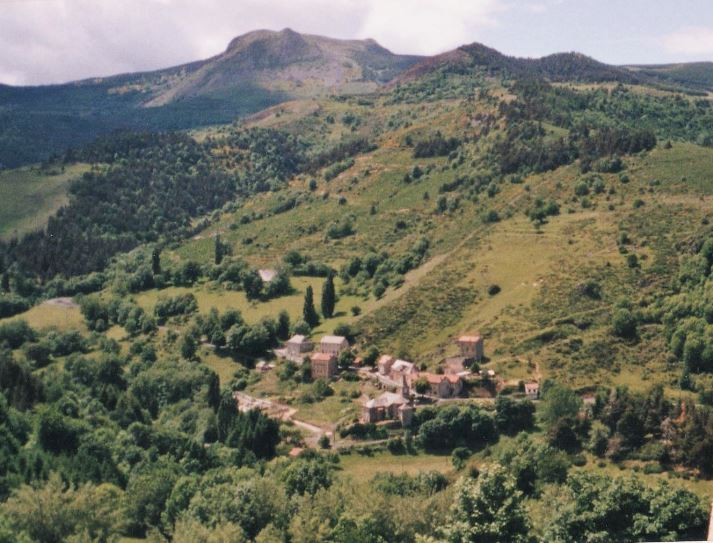
Blick auf La Rochette

| Jahr                       | 1962 | 1968 | 1975 | 1982 | 1990 | 1999 | 2008 | 2014 |
| -------------------------- | ---- | ---- | ---- | ---- | ---- | ---- | ---- | ---- |
| Einwohner                  | 238  | 169  | 124  | 110  | 64   | 57   | 60   | 58   |
| Quellen: Cassini und INSEE |      |      |      |      |      |      |      |      |